# Hallohkapelle

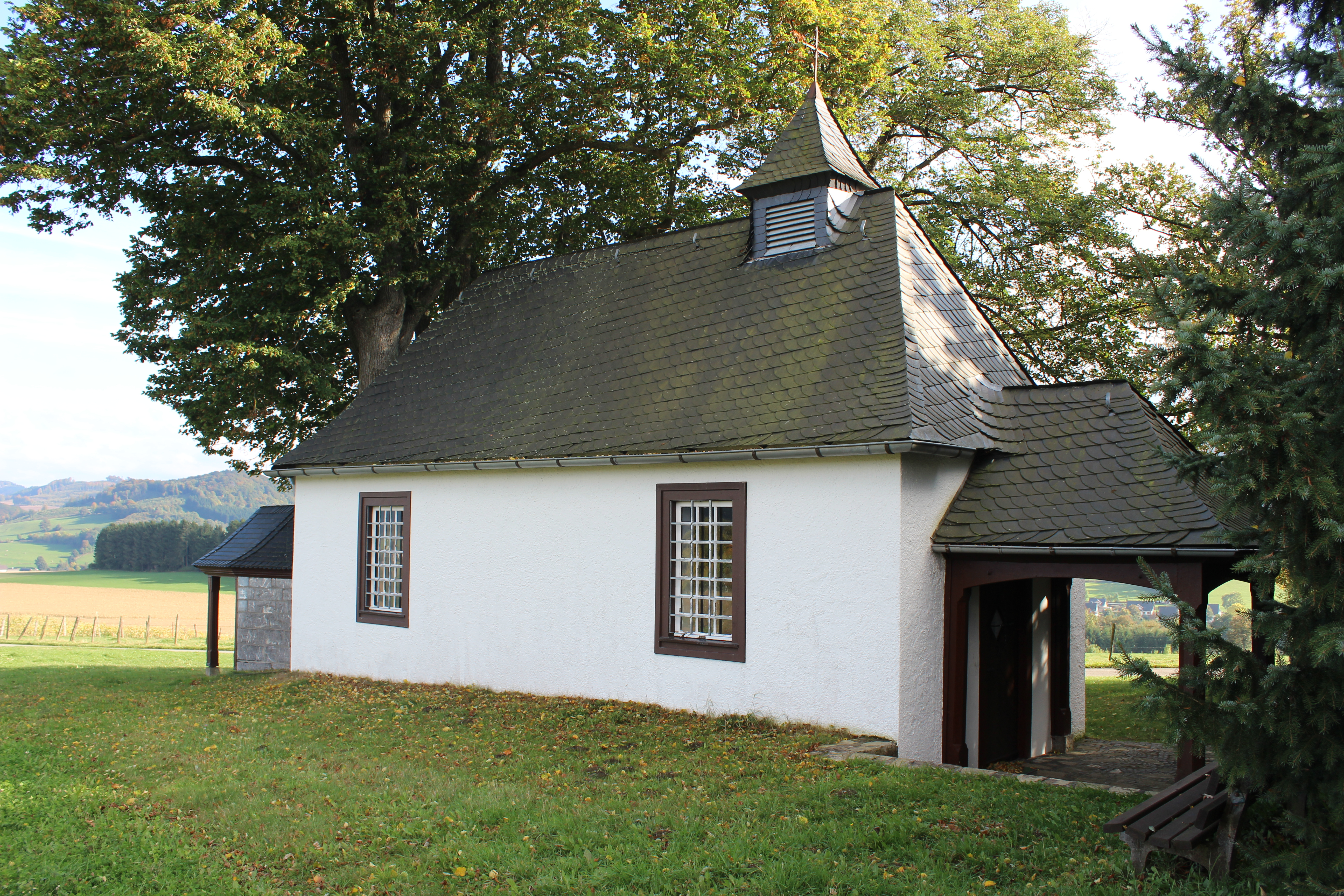
Hallohkapelle aus Nordwest

Die Hallohkapelle ist ein denkmalgeschütztes Kirchengebäude in Wallen, einem Ortsteil von Meschede im Hochsauerlandkreis (Nordrhein-Westfalen). Neben der Kapelle steht das Naturdenkmal Linde. 

## Geschichte und Architektur

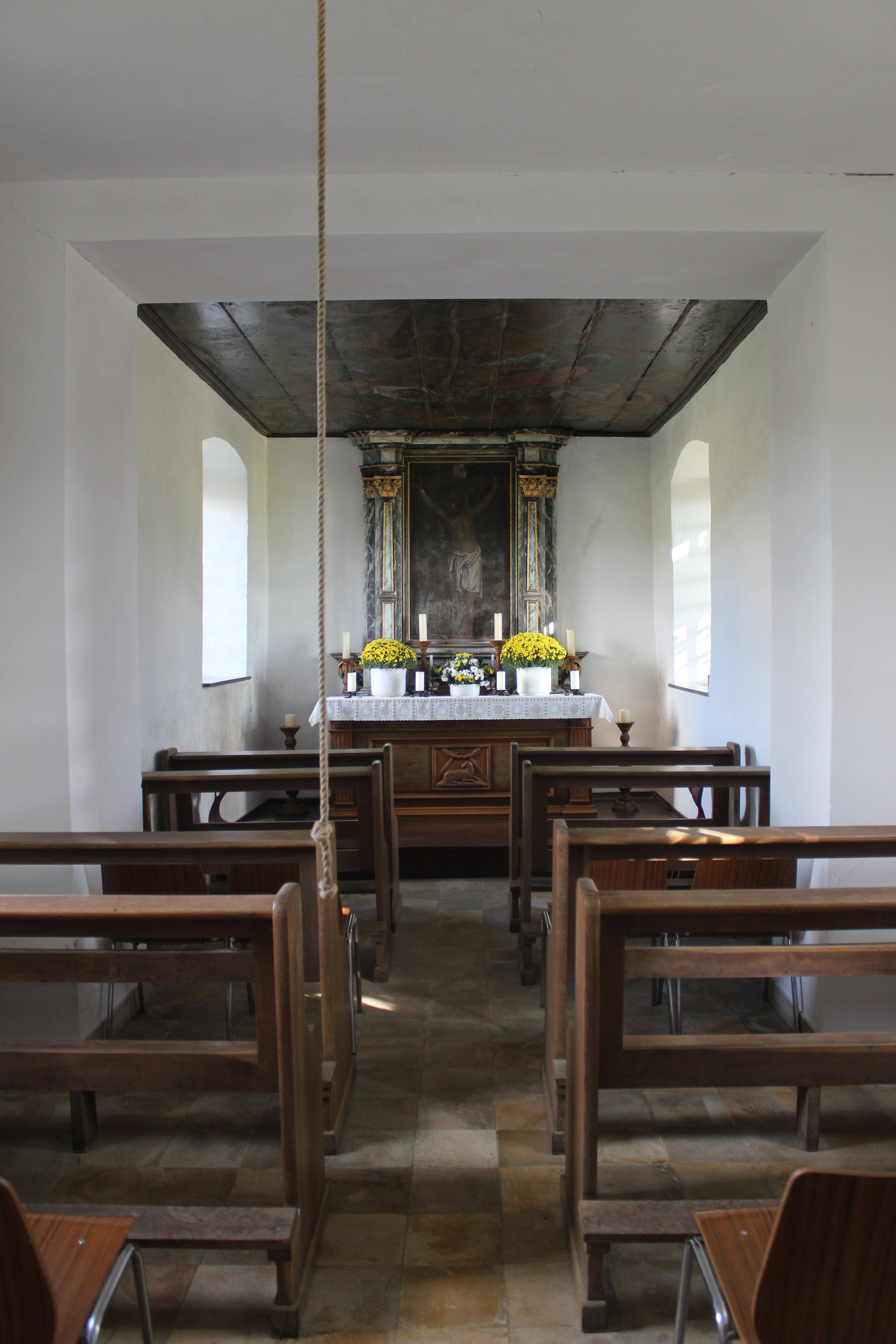
Innenraum der Hallohkapelle

Der kleine, verputzte Rechtecksaal steht auf einer Erhebung im ehemaligen Kirchspiel Calle. Sie wurde 1686 errichtet und 1936 nach Westen erweitert. Stifter war der Richter und Hofmaler Ferdinand Wedemhove und seine Frau. Vor dem Portal steht ein hölzerner Vorbau. Die bemalte Holzdecke im alten Teil des Innenraumes zeigt Gottvater von Engeln mit Passionswerkzeugen umgeben, wie er Tod und Teufel gebietet. Die Arbeit ist vom Ende des 17. Jahrhunderts. Das pilastergerahmte Altarretabel aus Holz, mit einem Kreuzigungsbild wurde um 1700 geschaffen. Die Pietà aus Holz wurde am Anfang des 18. Jahrhunderts geschnitzt. Die Wallfahrtskapelle ist der schmerzhaften Muttergottes geweiht, die Kapelle wird besonders in der Fastenzeit von Wallfahrern frequentiert.
Auf der Ostseite der Kapelle steht das Naturdenkmal Linde mit einem Stammdurchmesser von 1,0 m. Der Baum wurde 2008 mit dem Landschaftsplan Meschede durch den Hochsauerlandkreis unter der Nr. 2.2.23 als Naturdenkmal (ND) ausgewiesen.
Am letzten Juli-Wochenende 2014 war an der Linde ein dicker Ast abgebrochen. Nach dem Astabbruch forderte der Kirchenvorstand von St. Severinus Calle die Fällung der Linde wegen der Verkehrssicherungspflicht. Der Hochsauerlandkreis als Ordnungsbehörde stimmte der Fällung nicht zu. Zwei Baumkontrolleure prüften die Linde unabhängig voneinander auf mögliche Gefahren. Beide stuften die Linde als standsicher ein. Um die Stand- und Bruchsicherheit des Naturdenkmals zu verbessern, wurde kurz darauf der Baum beschnitten und es wurden Sicherungssysteme in der Krone eingebaut. Diese Maßnahmen hatten laut Kreis nichts mit dem Astbruch vom Juli zu tun. Der Auftrag zu den Sicherungsarbeiten war bereits im April gegeben worden. Der Kirchenvorstand hängte Zettel auf, mit dem Hinweis, wonach das Betreten des Geländes „auf eigene Gefahr“ erfolge. Laut Landschaftsgesetz ist der Eigentümer, hier die  Kirchengemeinde von St. Severinus Calle, für die Verkehrssicherung zuständig. Da die Linde vom Kreis als Naturdenkmal ausgewiesen wurde, muss der Kreis für die Pflege des Baumes aufkommen.